# Nicolás Magaldi
Nicolás Gutiérrez Magaldi (Ciudad de San Juan, 19 de enero de 1987), más conocido como Nico Magaldi, es un periodista, conductor y locutor argentino.

## Carrera
Se graduó como Locutor Nacional en el Instituto Superior de Enseñanza Radiofónica (ISER).[cita requerida] Comenzó a trabajar como periodista en 2009, en medios gráficos y emisoras radiales.
En 2010, comenzó a trabajar en el canal de noticias C5N.
En 2011, comenzó conduciendo "Resumen de Medianoche", un noticiero que se emitía de lunes a viernes de 23 a 1.
En ese mismo año, comenzó a conducir su primer programa de tecnología llamado "Tech News", emitiéndose los sábados por la tarde y por la noche. Fue allí donde empezó a cubrir informes especiales vinculados a la tecnología y redes sociales, siendo su desempeño más destacado en el canal como columnista, presentador, coordinador y gestor de los contenidos de tecnología para los diversos noticieros de C5N durante tres años consecutivos.
A principios de 2014, comienza su carrera como periodista de espectáculos conduciendo el programa Viva la tarde producido por Ideas del sur, junto a Ronen Swarc y Marcela Coronel.
El 20 de abril de 2014 deja de conducir Viva la tarde y se pasa al El Trece en programas producidos por Ideas del sur. Allí comenzó a trabajar como cronista en Este es el show haciendo entrevistas, reportajes y demás coberturas detrás de escena (backstage) en ShowMatch. Anteriormente, fue conductor de La cocina del show junto a Silvina Escudero desde el sábado 7 de junio de 2014.
En abril de 2015, regresó a C5N para conducir los programas "Remix de noticias" y "¿Quién dijo que es tarde?".
Desde el 20 de octubre de 2016, hasta el 24 de diciembre de 2021, conducía en Canal 9 El show del problema. En 2018 condujo brevemente Polémica en el Bar, pero fue despedido tras varias semanas por el bajo rating que no superaba los dos puntos. 
El 30 de octubre de 2016 fue su último programa al frente de Remix de Noticias. El día anterior había protagonizado una fuerte discusión durante un debate en su programa con el actor Raúl Rizzo. En dicha discusión, Magaldi expulsó al actor del estudio. Ese día invitó a Walter Lanaro, diputado bonaerense por Cambiemos, que dijese que era «peligroso» preguntarse cómo vivía la gente el año pasado y cómo está ahora, y tras ello, el premiado actor Raúl Rizzo comentó.<

La cantidad de pobres escandalosa. Ustedes generaron miles de pobres. ¡Hay gente durmiendo en las veredas! Termínenla con ser tan cínicos.
Raúl Rizzo

Tras la crítica al gobierno, Magaldi cortó el micrófono de Rizzo y lo expulso del programa. Posteriormente la producción de can se disculpó con el actor por el actuar del conductor. Luego se supo que Magaldi cumplía sus últimas semanas en el canal y que había ocultado que había firmado un contrato para pasarse al canal oficialista La Nación.

El 15 de junio de 2018 deja de conducir "Todos Arriba" por la mañana de los 40 principales. En 2017 fue padre de Bautista.
En 2023 condujo EPA! en el primer semestre y la vuelta de Intratables. Dicho programa se reanudó después de 15 meses debido a la campaña electoral, siendo ambos emitidos por América TV.

## Televisión
| Año           | Programa                      | Rol                       | Notas                             | Canal      |  |
| ------------- | ----------------------------- | ------------------------- | --------------------------------- | ---------- |  |
| 2011—2012     | Resumen de Medianoche         | Conductor                 |                                   |            |  |
| 2011—2012     | Tech News                     | Conductor                 |                                   |            |  |
| 2012—2013     | De 1 a 5                      | Conductor                 |                                   |            |  |
| 2013—2014     | De 5 a 7                      | Conductor                 |                                   |            |  |
| 2014          | Viva la tarde                 | Conductor                 |                                   |            |  |
| 2014          | Showmatch                     | Participante de reemplazo | Reemplazo de Matías Alé (Gala 5º) |            |  |
| 2014          | Este es el show               | Notero                    |                                   |            |  |
| 2014          | La cocina del show            | Conductor                 |                                   |            |  |
| 2015          | Premios VOS 2015              | Conductor                 | Entrega de premios                |            |  |
| 2015—2016     | Remix de noticias             | Conductor                 |                                   |            |  |
| 2015—2016     | ¿Quién dijo que es tarde?     | Conductor                 |                                   |            |  |
| 2016—2021     | El show del problema          | Conductor                 |                                   |            |  |
| 2017          | Vino para Vos                 | Conductor                 |                                   |            |  |
| 2020          | El show del problema, en casa | Conductor                 |                                   |            |  |
| 2020—presente | Avanti                        | Conductor                 | Programa web                      |            |  |
| 2022          | Nosotros a la mañana          | Conductor de reemplazo    | En lugar de El Pollo Álvarez      |            |  |
| 2023          | EPA!                          | Conductor                 |                                   | América Tv |  |
| 2023          | Intratables                   | Conductor                 | Titular                           | America Tv |  |
| 2025-presente | ¿Qué nos pasa?                | Conductor                 |                                   | Telefe     |  |

## Radio
| Año       | Programa     | Radio            |
| --------- | ------------ | ---------------- |
| 2016-2018 | Todos Arriba | Los 40 Argentina |